# 重型设备操作员

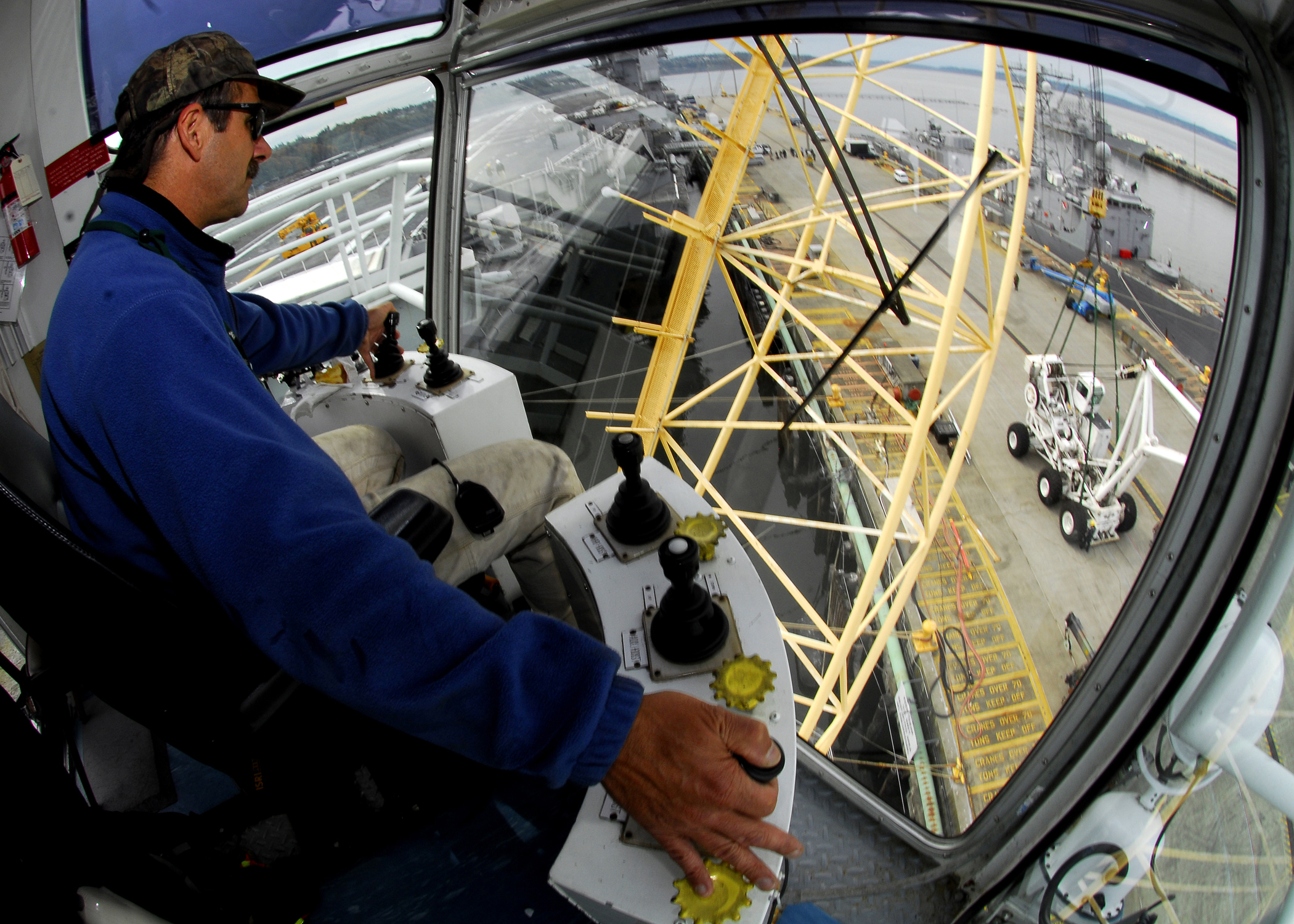
塔式起重机司机正在进行吊装

重型设备操作员（Heavy equipment operator），是操作重型设备在建筑工程施工现场从事固定式、移动式、轨道式、爬升式等起重机的驾驶操作的专业人员。吊车司机、塔吊司机、装载机司机、工程电梯司机等都属于重型设备操作员。

## 塔吊司机
塔吊司机是现代建筑不可缺少的一个工种，每个建筑工地都对塔吊司机有需求。从事这个行业的司机，必须要持证才能上岗。考核合格过后给予颁证，全国通用，证件有效期限最长为6年，其中每两年一审，如果司机两年之内没有参与年审，证件自动作废。

### 证件办理

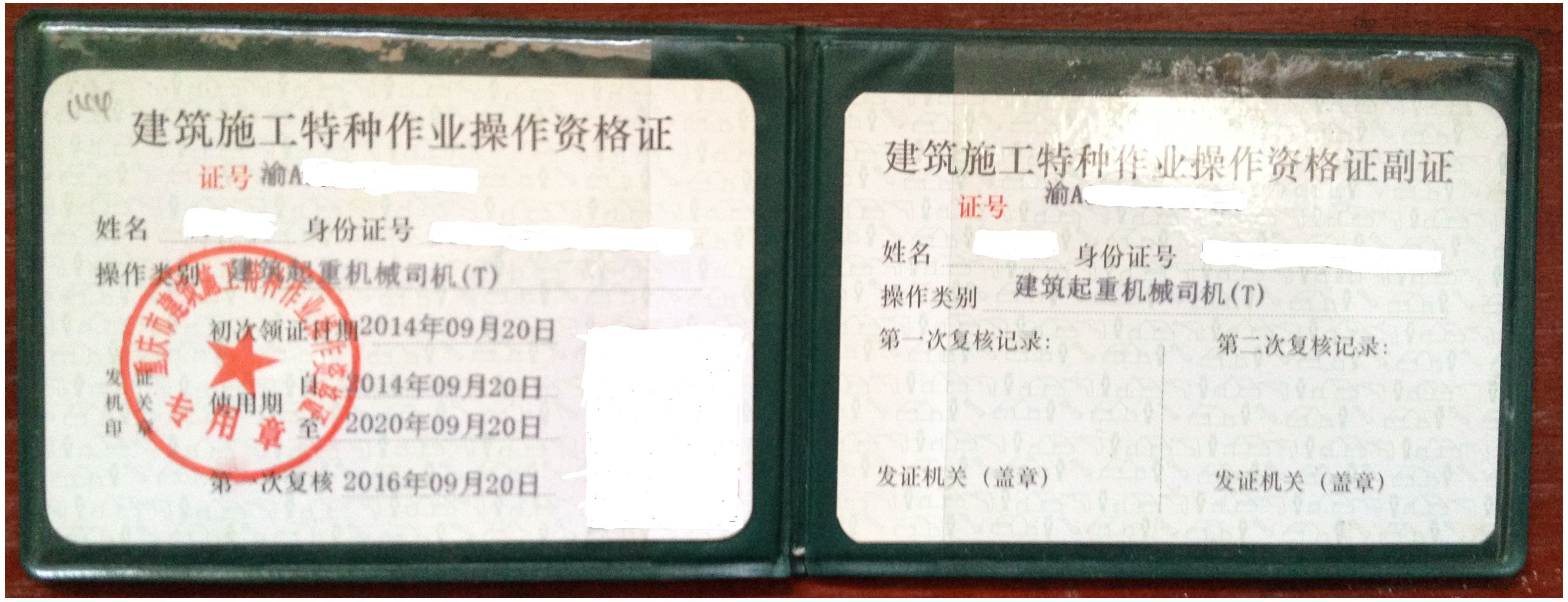
塔吊司机操作资格证

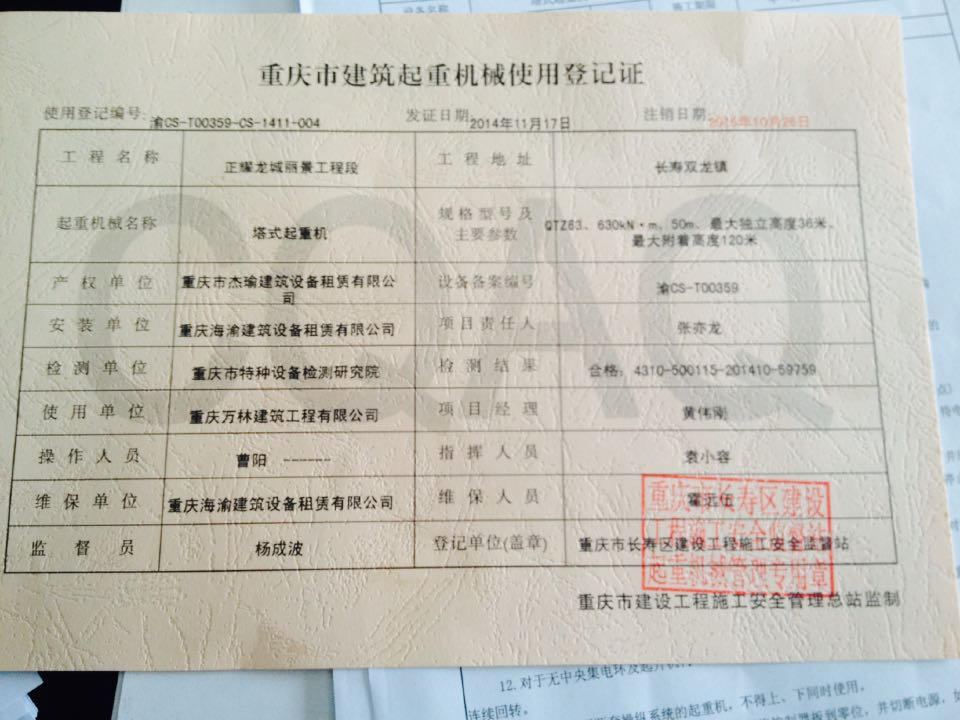
塔机使用登记证

塔吊司机需要到各地的建设行政主管部门（一般省级为建设厅，直辖市为建委）去参与报名，报名费用为800元另外加30元的保险费。需要提供一寸免冠照3至4张，和初中以上文化程度证明复印件，身份证复印件。报名成功然后集中安全教育培训，培训时间约4至5天（因地而异），培训完成过后给予每个学员一个准考证，准考证获得过后才有资格参与考试，考核成绩合格过后参与实作考试，实作考试合格过后15至30个工作日，即獲得中华人民共和国住房和城乡建设部监制的「建筑施工特种作业操作资格证书」。
中国的塔吊司机操作资格证书，需要提前三个月去参加年审，过期会被建设行政主管部门作废。塔吊司机证书年审方法和第一次申领塔吊司机证有所区别，年审费用为300元，参与年审。

### 社会保障问题
中国的塔吊司机普遍都是一人开一台塔吊，工资也比较低，工作时间长（基本上都是10多个小时的工作量），疲劳驾驶较普遍，白天基本不打混泥土，晚上塔吊司机需要加班打混泥土，面积大有可能就是一个通宵，第二天照常上班，所以塔吊司机比较幸苦。如果两人开一台塔吊工资只够一个人花，不能养家糊口，工地上基本不包吃，只包住，所以很多已婚人士都是需要养家糊口的，都选择一个人开一台塔吊。塔吊司机基本上没有什么社会福利待遇（五险一金），很多工地为了逃避监管，基本上都会说工地上的农民工大部分是零时工，或者劳务公司的劳务派遣工。

### 安全要求
塔吊司机属于高空作业，对其操作安全有很高的要求。塔式起重机的运行安全取决于司机和设备二种要素，其中司机站有决定性要素，必须重视司机的作用，提高司机的安全意识与操作技能。

### 倒塌事故

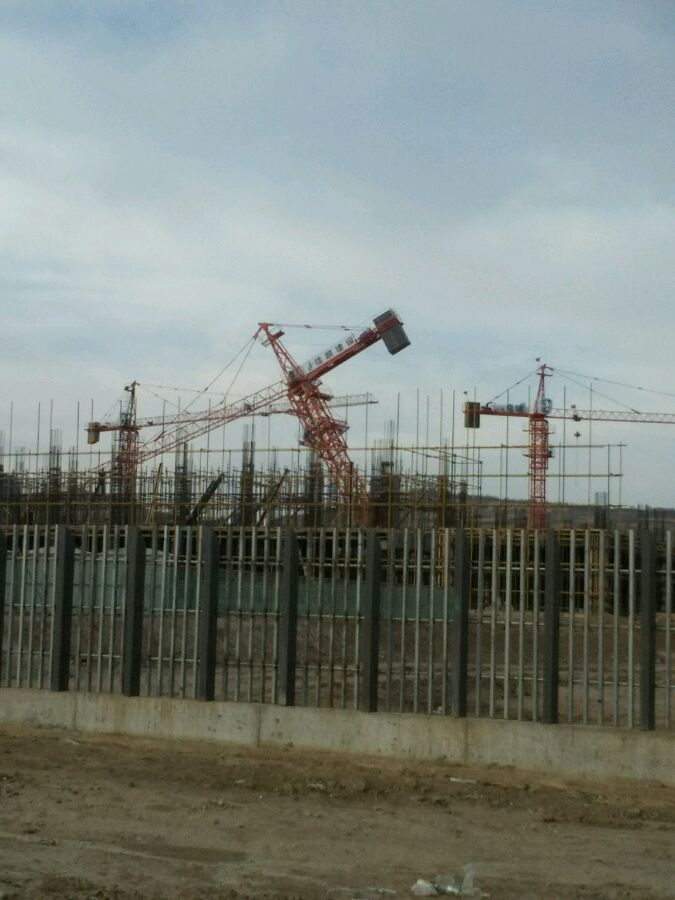
倒塌的塔吊

建设工程很多都不按照建设行政主管部门的要求进行施工管理。有司机违章操作，超负荷吊装，私自拆除、毁坏、挪动安全设施。有的是塔吊基础混泥土出现偷工减料，维护不到位，工程腐败时有发生，设施不按照标准要求进行施工管理，导致事故的发生。